# Johannes av Matha
Johannes av Matha (franska Jean de Matha), född 23 juni 1160 i Faucon-de-Barcelonnette, död 17 december 1213 i Rom, var en fransk ordensgrundare. Tillsammans med Felix av Valois grundade han Trinitarieorden. Johannes av Matha vördas som helgon i Romersk-katolska kyrkan, med minnesdag den 17 december.